# Радости моја
Радости моја је назив осмог албума Зорице Брунцлик, који је певачица издала за продукцијску кућу ПГП РТБ. Плоча је достигла платинасто издање.
Песма А тебе нема убрзо по објављивању албума постала је свејугословенски хит. Брунцликова је позвана да је у филму Какав деда, такав унук из серијала Жикина династија отпева у кафани за Жику и Милана (Гидру Бојанића и Марка Тодоровића). Издвојила се још и Нит ме волиш, нит ме другом дајеш, а нарочито народна баладична песма Преболећу.
Према писањима тадашњих медија, песмом Страх ме ноћас, Зорица је опевала тешкоћу са којом је одгајала своје две кћерке које очеви нису признали. 

## Песме
На албуму се налазе следеће песме: